# Vestidos típicos del Cuzco
La textilería en el Cusco es una de las artesanías andinas que ha subsistido desde los tiempos prehispánicos hasta la actualidad. Sin dejar de transformarse con el paso del tiempo, ha conservado elementos técnicos y estéticos que contribuyen a que el vestido tradicional cusqueño mantenga rasgos muy típicos.
El antiguo y básico telar andino, basado simplemente en la propia cintura de la tejedora y en accesorios muy elementales o en estacas clavadas en la tierra, sigue usándose hoy en día. Con él se producen algunas de las prendas del traje tradicional, como el chumpi (cinturón), la lliclla (manta femenina) y la chuspa (bolsa), entre otras.
Sin embargo, la vestimenta típica es diferente a la usada en tiempos de los incas y no deja de cambiar, aunque conserva muchos elementos propios que incluso adaptan lo industrial sin orientarse necesariamente hacia las anónimas prendas urbanas. 
A lo largo del departamento del Cusco, en las zonas campesinas, es la mujer quien permanece más apegada al traje típico cusqueño, con muchos elementos iguales en toda la región y otros que varían de lugar a lugar. Su vestuario se compone de una chompa roja de confección industrial que hace fuerte contraste con la falda de bayeta negra orlada por cintas de lana de grosor y motivos variables. En muchos casos, se trata de varias polleras superpuestas, a manera de enaguas. Algunas mujeres usan chaquetas artesanales muy coloridas. Mientras que en todas es infaltable la lliclla, manta que cubre los hombros, y también la quepirina, pieza de tela usada como implemento de carga de las guaguas o de diversos objetos. Aunque en ciertas zonas las mujeres usan sombreros de fieltro, en muchas otras siguen portando monteras, esa prenda de estructura dura, forrada en tela, de forma redonda o rectangular y con una hendidura para la cabeza.
En comparación, en gran parte del Cusco el hombre ha ido dejando las antiguas prendas andinas, aunque los campesinos mantienen el poncho, con colores y diseños variados según las localidades, y el chullo confeccionado por ellos mismos con palitos de tejer. En algunas zonas, como en Ollantaytambo y en la comunidad de Qeros, los varones siguen usando pantalón de bayeta negra a media pierna, chaqueta y chaleco de bayeta adornada con cintas y botones. En todos los casos añaden el sombrero de paño, ya que la montera ha dejado de ser parte del vestuario masculino.
Tanto las mujeres como los varones usan como calzado ojotas artesanales de jebe; las femeninas son un tanto más delicadas y tienen un pequeño adorno de color encima de los dedos. Los hombres no llevan medias y las mujeres, si lo hacen, las usan largas y gruesas.
Esta es la vestimenta cotidiana del campesino cusqueño. En las fiestas el traje se ve resaltado por algunas prendas nuevas o más decoradas. Para las danzas se visten prendas especiales, muchas veces de alquiler, y máscaras, si la danza las requiere, mientras que para el Inti Raymi, el cusqueño saca a relucir elegantes ponchos que afirman su idiosincrasia local.
- Datos: Q6160793